# 2018年美国邮包炸弹袭击未遂事件
2018年美国邮包炸弹袭击未遂事件是指2018年10月下旬，14枚装有管状炸弹的包裹透过美国邮政，邮寄给批评美国总统唐纳德·特朗普的知名人士的事件。对象包括多位民主党人士（乔·拜登、柯瑞·布克、希拉里·克林顿、卡瑪拉·哈里斯、埃里克·霍尔德、贝拉克·奥巴马、黛比·沃瑟曼·舒爾茨和馬斯尼·沃特斯）、演员罗伯特·德尼罗、亿万富翁乔治·索罗斯和汤姆·施泰尔、前联邦调查局局长约翰·歐文·布伦南和前国家情报局局长詹姆斯·克拉普爾。所幸袭击暂未造成人员伤亡。美国联邦调查局及其他联邦、州、地方执法机关对袭击展开了调查。被寄出的14枚炸弹实际上均为简易爆炸装置，而非诈弹，雖然它們無一具備觸發機制。
家住纽约市贝德福德的索罗斯首先收到管道炸弹后，美国特勤局拦截了寄给奥巴马和克林顿的炸弹。美国有线电视新闻网在纽约时代华纳中心的总部接到寄给布伦南的炸弹后，紧急疏散了楼内的人员。
寄给前美国司法部长霍尔德的类似装置错了地址，被寄错给了美国众议员黛比·沃瑟曼·舒爾茨在佛罗里达的办公室，黛比的名字和地址出现在了所有包裹的退货标签上。众议员沃特斯的两个包裹被当局拦截，一个被华盛顿特区的美国国会警察拦下，另一个洛杉矶警察局和美国烟酒枪炮及爆炸物管理局拦下。纽约市警察局拆除了在德尼罗翠贝卡工作室找到的包裹。联邦调查局在特拉华州的邮政设施拆掉两个寄给副总统拜登的包裹。翌日，当局找到寄给参议员哈里斯和布克，外加克拉普爾和施泰尔的炸弹。于10月29日被发现的第五枚炸弹要寄往美国有线电视新闻网的全球总部，在亚特兰大一家邮局被发现。
嫌犯小凯撒·阿提利尔·萨约克在报道中被部分人称为“让美国再次伟大的炸弹客”。他于2018年10月26日因涉嫌邮寄爆炸装置，在佛罗里达州种植园被捕。联邦调查局按照本土恐怖主义调查案件。2019年3月21日，萨约克承认被指控的65项重罪，包括在国内恐怖事件中使用大规模杀伤性武器，同年8月被判入獄20年。

## 事件
| 日期     | 目标人物                              | 发现地点                                      |
| -------- | ------------------------------------- | --------------------------------------------- |
| 10月22日 | 乔治·索罗斯                           | 凱托納寓所                                    |
| 10月23日 | 希拉里·克林顿                         | 查帕阔（被特勤局拦截）                        |
| 10月24日 | 贝拉克·奥巴马                         | 华盛顿哥伦比亚特区（被特勤局拦截）            |
| 10月24日 | 埃里克·霍尔德                         | 森赖斯（黛比·沃瑟曼·舒爾茨办公室）            |
| 10月24日 | 馬斯尼·沃特斯                         | 洛杉矶邮政设施                                |
| 10月24日 | 馬斯尼·沃特斯                         | 华盛顿国会山邮局                              |
| 10月24日 | 约翰·歐文·布伦南（转交CNN）           | 有线电视新闻网纽约时代华纳中心总部            |
| 10月25日 | 乔·拜登                               | 特拉华州纽卡斯尔邮局                          |
| 10月25日 | 乔·拜登                               | 特拉华州威尔明顿邮局                          |
| 10月25日 | 罗伯特·德尼罗                         | 德尼罗的纽约电影公司                          |
| 10月26日 | 詹姆斯·克拉普爾（转交有线电视新闻网） | 纽约邮局                                      |
| 10月26日 | 柯瑞·布克                             | 佛罗里达州奥帕洛卡邮局                        |
| 10月26日 | 卡瑪拉·哈里斯                         | 加利福尼亞州沙加緬度邮局                      |
| 10月26日 | 汤姆·施泰尔                           | 加利福尼亞州伯灵格姆邮局（11月1日发现第二枚） |
| 10月29日 | CNN中心                               | 乔治亚州亚特兰大美国有线电视新闻网全球总部    |

10月22-23日
10月22日，纽约凱托納乔治·索罗斯家的邮箱接到一枚炸弹，次日晚上又一枚炸弹在寄到希拉里·克林顿位于纽约查帕阔府上之前被发现。
10月24日
寄给前总统贝拉克·奥巴马的炸弹被华盛顿特区的特勤局人员在筛查邮件时拦截。此外，一个装有炸药和可疑粉末的邮包在有线电视新闻网纽约时代华纳中心总部的邮件室查获，这个邮件寄给前中情局局长约翰·歐文·布伦南（名字被错写成“Brenan”）。有线电视新闻网报道称，执法机关表示包裹由快递运送。布伦南自2018年2月担任MSNBC和NBC新闻的高级国家安全及情报分析师，之前也曾在有线电视新闻网露面。爆炸警报响起时，波比·哈罗和吉姆·沙托主持的《CNN Newsroom》。两人和同事凱特·伯杜安及雅典娜·琼斯（Athena Jones）撤出大楼后，透过Skype利用电话继续播报。
美国国会警察扣下寄给众议员馬斯尼·沃特斯的可疑包裹。寄给前司法部长埃里克·霍尔德的包裹因地址出错，回退给了所谓的发件人、众议员黛比·沃瑟曼·舒爾茨。另外一个寄给沃特斯的包裹致使洛杉矶中南部的美国邮政服务设施被紧急疏散。
参议员卡玛拉·哈里斯和《圣迭戈联盟论坛报》所在办公楼因出现数个可疑邮箱，实行紧急疏散。圣迭戈市区多条报道在星期三早晨临时封闭，但邮箱内容物据确认是随机物件。
10月25日
清晨，演员罗伯特·德尼罗的电影公司翠贝卡制片公司接到包裹。
当局还在特拉华州纽卡斯尔发现寄给前总统乔·拜登（用的是其全名小约瑟夫·罗宾内特·“乔”·拜登）的包裹。由于邮费不足，它被退回到邮局。给拜登的第二个包裹因为地址错误，在特拉华州威尔明顿邮局被发现。
迈阿密-戴德警察局和联邦官员认为，多个包裹流经佛罗里达州奥帕洛卡的邮件处理和分发中心，于是派遣拆弹小队和K-9单元前往搜寻。
10月26日
当局共查获四个和之前类似的包裹。寄给前国家情报局局长詹姆斯·克拉普爾的（和寄给约翰·布伦南的一样，地址填的是CNN时代华纳中心总部），在纽约一个邮政设施查获，另一个寄给参议员柯瑞·布克的，在佛罗里达州邮政设施查获。当局后来分别在加利福尼亞州沙加緬度和伯灵格姆的邮局，找到寄给参议员卡瑪拉·哈里斯和亿万富翁汤姆·施泰尔的炸弹。
佛罗里达州阿文图拉籍的56岁居民小凯撒·阿提利尔·萨约克（Cesar Altieri Sayoc Jr.）因涉嫌邮寄炸弹，被当局在佛罗里达州种植园抓获，该嫌犯罪行累累。警方还收缴了一辆贴有支持特朗普标签的道奇公羊小货车。被捕时，萨约克被父母赶出家门，住在他的小货车中。有报道指，在货车上发现了“焊接设备，邮票，信封，纸张，打印机和粉末”，表明炸弹可能是在货车内制造的。
10月29日
美国有线电视新闻网总裁杰夫·扎克向员工发布警告，声称在乔治亚州亚特兰大一家邮局发现要寄往CNN中心的可疑包裹。吉姆·沙托在Twitter上贴出的照片，显示该包裹和之前的类似。和另外两个寄给CNN的包裹不同，该包裹没有具体的收件人。

## 装置和信封
装置据信是管道炸弹。纽约市警察局局长詹姆斯·P·奥尼尔表示，在寄往CNN的信封中发现了可疑白色粉末。寄给CNN的装置装饰着的一个模仿伊斯兰国旗帜的迷因模仿标志，写着“你们都完蛋了”（Get 'Er Done），这句话是单口喜剧演员王牌接线员拉里的口头禅。执法人员告诉记者，寄给克林顿和奥巴马的装置和寄给索罗斯的差不多。纽约市警察局情报和反恐主管约翰·米勒表示所有经确认的炸弹，似乎出自同一人或同一群人。
《纽约时报》报道，寄往索罗斯府上的装置，由一根长约6英寸（150毫米）的PVC管道组成，装满爆炸粉末，由拆弹技术人员主动引爆。当局表示，10月24日检获的装置装着碎片。美联社说，一名执法人员表示，测试结果显示连带炸弹寄往CNN的信封内找到的粉末没有危害。炸弹还装有烟花粉末，但缺乏触发机制。联邦调查局表示它们是“潜在的破坏性装置”。执法人员向美联社表示，装置装有电池和计时器，但打开它们的时候没有触发爆炸。在嫌犯被捕后的新闻发布会上，联邦调查局局长克里斯托弗·A·雷表示炸弹是简易爆炸装置，不是“恶搞炸弹”。
信封上的文字均为大写字母，贴有写着黛比·沃瑟曼·舒爾茨佛罗里达州森赖斯办公室地址的回退标签。所有信封都出现拼写错误，比如“舒爾茨”（Schultz）误写成“Shultz”，“佛罗里达”（Florida）误写成“Florids”。所有包裹均采用内衬泡沫的黄色马尼拉纸信封，贴有标签和六枚永久邮票。吉姆·沙托和吉姆·阿科斯塔在Twitter上发布了寄往CNN邮件室的包裹照片。

## 调查
联邦调查局、美国邮政、美国烟酒枪炮及爆裂物管理局、美国邮政调查局、纽约市警察局、洛杉矶警局、迈阿密-戴德县警察局和其他执法部门正在调查包裹的邮递路程和寄送者的意图。调查期间，美国邮政的邮件隔离控制和跟踪系统检查时拍摄的包裹照片被拿走。
多个邮包炸弹包裹被送往维吉尼亚州匡提科的美国联邦调查局实验室。调查人员在一个包裹上找到的指纹，以及在另两个包裹上发现的DNA指明嫌犯是萨约克。他被佛罗里达州南部一家邮局附近的监控摄像拍到，警方追踪他的手机找到他。他最终在种植园一家AutoZone门店的停车车被捕。逮捕行动现场视频显示一辆面包车正在被拖往米拉马尔，车子贴满了特朗普和副总统迈克·彭斯的照片，还有写着“CNN烂死”（CNN Sucks）的贴纸。车上的其他贴纸则是克林顿、奥巴马及其他自由派公众人物的脸被十字准星瞄准。据报，从车上发现的证物还有一份100多人的“目标名单”，不过警方没有对外公开名单人士的名字。

## 嫌犯

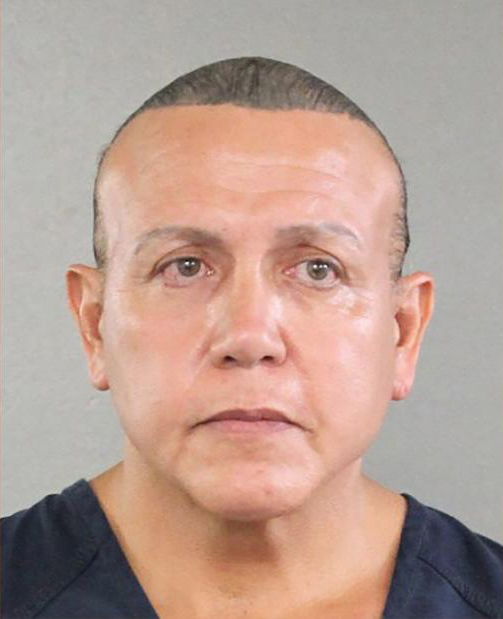
小凯撒·阿提利尔·萨约克于2015年拍摄的正面照

10月26日，佛罗里达州阿文图拉籍居民、56岁的小凯撒·阿提利尔·萨约克因和一连串的爆炸装置有关联，在南佛罗里达州被逮捕。
萨约克罪行累累。2002年，他因打电话给佛罗里达州电力公司谎报炸弹威胁被定罪。过去30年，他因被控以偷窃、殴打、藏毒等罪名多次遭到逮捕，并于1991年、2013年和2014年被定罪。
1980年，萨约克毕业于北迈阿密海滩高中，同年就读于布里瓦德学院。读过三个学期后，于1983年转学到北卡羅來納大學夏洛特分校，期间在校足球队打球，但没有申报专业。
萨约克的家于2009年被收走抵债。累积了2.1万美元的债务后，他于2012年申请破产。申请破产时，萨约克表示他曾在佛罗里达州好莱坞的哈桑科投资公司（Hassanco Inverstments）商店担任门店经理。他于2009年和2010年领取失业救济金。网上的佛罗里达州商业记录显示，萨约克曾在2016年9月注册为哈伦代尔海滩初创企业美洲原住民餐饮与贩售有限责任公司（Native American Catering & Vending LLC）经理，不过州政府于2018年9月将该企业列位非活动状态。他之前还是哈伦代尔海滩公司骄傲的美国原住民廉价干洗店（Proud Native American One Low Price Drycleaning）的总裁，该公司于2001年注册后，于翌年宣布非活动状态。2017年1月起，萨约克在劳德代尔堡为披萨店兼职送货一年。
警方逮捕萨约克时，连带缴获了他的小货车。警方用防水油布盖住车子前，记者拍摄的小货车照片显示出车船贴着多张贴纸，包括旗帜、被划上叉号的自由主义者照片及支持特朗普的海报。部分海报还支持“未被征服的（美国原住民部落）塞米诺尔人”。萨约克还对美国原住民的遗产夸夸其谈，不过佛罗里达州塞米诺尔部落表示他没有担任部落成员或雇员的记录。他的父亲是菲律宾移民，母亲出生在布朗克斯，有着意大利血统。父亲在他小时候遗弃他。他在布鲁克林出生，长大后搬到佛罗里达州。
萨约克是注册共和党人。身为特朗普的支持者，他曾被拍到戴着“让美国再次伟大”的小红帽，参与总统的集会。《迈阿密新时报》报道，萨约克在社交媒体上颇为活跃，以极端言论知名，经常发表亲特朗普言论及反自由主义的信息和模因。
萨约克被控以“州际运输爆炸物”、“非法邮寄炸药”、“威胁前总统及其他某些人”、“威胁州际通信”和“袭击联邦工作人员”五项罪名，罪名由美国纽约南区检察官办公室提出。据报，萨约克向警方表示炸弹没有危害，他没打算伤害人。10月29日，萨约克被迈阿密接受过堂，他的法庭指派律师进行了无罪辩护。萨约克本人没有谈论他所涉及的罪名，而他会于11月2日到纽约参加审前拘留听证会和情况会商。11月2日被轉送紐約受審，11月6日經大法官命令被關押在布魯克林大都會拘留所。
2019年3月21日，薩約克承認被指控的65項重罪，包括在國內恐怖事件中使用大規模殺傷性武器，他將面臨最高無期徒刑的刑期。2019年8月5日，法院判處他入獄20年。

## 各界反应

### 政界
希拉里·克林顿和切尔西·克林顿母女感谢特勤局拦截包裹。希拉里表示：“我们每天都在感激他们的承诺，显而易见这种感激从来没有像今天那么多。然而，现在这个时候确实令人感到不安，不是吗？如今社会撕裂严重，我们必须竭尽全力，让我们的国家团结在一起。”而约翰·布伦南直接批评的特朗普的言论，表示特朗普“加剧的这些情绪如今在流血，演变成潜在的暴力行为……不幸的是，我认为唐纳德·特朗普指出暴力行为，或者对此发表言论，你晓得，就像通过媒体对某些人挥手。这煽动了某些愤怒地情绪，即便没有暴力行为。”
部分消息来源指出，邮件的部分对象，比如克林顿和沃特斯，是特朗普在竞选集会上频繁攻击的人——他“最喜欢的沙包”。纽约市长比尔·白思豪认为包裹袭击是“恐怖行为”，表示所有政客必须立即停止在媒体上鼓吹袭击。拜登表示“我们必须关掉这台愤怒机器”。沃瑟曼·舒爾茨回应：“我们不会被这种未遂的暴力行为吓倒。必须严厉起诉这种袭击我们民主制度的袭击，我对自己名字的出现深感不安”。沃特斯表示：“我不知道炸弹是真是假，但我们不应该钻进床底，紧锁大门，不踏出家门，害怕去集会。我们必须继续做对这个国家有利的事情。这也是我的目标，就像年轻人所说的那样，我可不怕。”
10月24日，特朗普在威斯康星州蒙蒂塞洛出席中期选举竞选活动时，提到了事件：“你们知道，身为总统，我的首要职责是保障美国安全。那就是我们要讲的，就是我们要做的。联邦政府正在积极展开调查，我们会揪出要负责的人，我们会让他们接受法律的制裁。希望事情迅速完成。一切政治暴力行为或威胁，本身都是对我们民主体制的袭击。没有国家靠容忍带有政治恐吓、胁迫或控制目的的暴力行为或暴力威胁取得成功。我们都知道这一点。这种行为必须受到强烈反对和坚决起诉。我们希望各方携手并进。我们可以做到！我们能做到！我们必将做到！这一定会实现！”
翌日，特朗普在Twitter表示，主流媒体需要对美国社会存在的愤怒负很大责任。白宫新闻发言人莎拉·桑德斯解读，特朗普是在敦促民众携手并进，传达了一个非常清晰、极为明确无误的信息，即任何政治暴力行为或威胁在美国都站不住脚跟。接着，桑德斯反驳了CNN总裁杰夫·扎克的言论，声称他“选择了袭击和分裂”。10月24日，特朗普发表推文攻击媒体：“CNN水平之低着实令人忍俊不禁。其他人可以肆意批评我，甚至拿目前的炸弹事件责备我，荒谬地将事件和九一一恐怖袭击及俄克拉何马城爆炸案作比较。然而，当我去批评他们，他们就会疯狂尖叫‘这绝不是总统该有的行为！’。”
嫌犯逮捕后一个小时，特朗普出现在一群年轻的保守派黑人青年前，称赞执法部门行动迅速，承诺“必定迅速移交司法审判”。他补充：“我们必须杜绝政治暴力在美国扎根。我们不能让它发生。我承诺会尽我所能，动用身为总统的权利阻止它，而且会立马阻止它。”几分钟后，他攻击民主党和媒体，使得在场人群兴奋欢呼。当天晚些时候，他告诉媒体，自己不会对袭击事件负责，也不打算采取任何其他行动。被问到是否会收敛针对邮包炸弹事件的论调时，他回答：“收敛？不可能的。应该继续张扬。如果你们想知道真相，我认为我已经把论调放低了。”
10月26日，特朗普表示媒体报道民主党政客及批评他政策的人遭到管道炸弹威胁，盖过了其他新闻，拖慢了共和党人在中期选举的投票进程。他推文表示：“共和党人在提前投票和投票站中的表现这么好，如今这个‘炸弹’东西出现，让势头大大减弱——新闻都不讲政治了。正在发生的事非常不幸。”

### 媒体
CNN总裁杰夫·扎克表示：“白宫对他们持续不断攻击媒体的严重性缺乏全面了解。总统，特别是白宫新闻秘书应该明白他们言辞会产生的影响。到目前为止，他们对此并不理解。”
事发第二天，标签“#MAGABomber”（让美国再次伟大炸弹客）登上Twitter趋势榜。
萨约克被捕几天后，政治评论员米羅·雅諾波魯斯在Instagram评论：“刚刚看了炸弹事件的新闻，感到恶心和悲伤（因为这些炸弹没有爆炸，而《每日野兽》一个炸弹也没有收到）”。米罗最初拒绝删除这番评论，直到被人举报为仇恨言论后，Instagram才删除该帖子。

### 阴谋论
有阴谋论声称事件是假旗行动，由希望将责任推给特朗普支持者的人发起。事件最初被报道时，专栏作家库尔特·施利希特（Kurt Schlichter）和阴谋论者亚历克斯·琼斯在社交媒体贴文和《Infowars》杂志发文，坚信事件是假旗行动，是“事件非常直接的转折”，是潜在的“政治噱头”。随着案件的众多信息被披露，许多评论遭到删除。
经过众多知名阴谋论者的传播，假旗行动的论述后来被众多保守派主流媒体接受。评论员拉什·林博坚称共和党无需为包裹负责，表示“共和党人不会做这种事。就算每件事，就像大规模枪击案，记住，每起枪击案都有民主党在媒体上尝试让每个人立刻认为，是茶党人幹的，或是某些电台谈话节目的粉丝幹的，或是福斯新闻频道的观众幹的。事实证明，事情一直都是这样的。”林博提出一个未经证实的说法，认为嫌犯可能是“民主党特工……试图制造暴徒到处都是表征。”安·库尔特、迪内·希杜泽、比尔·米切尔、迈克尔·萨维奇、詹姆斯·伍兹、弗兰克·加夫尼、坎蒂丝·欧文斯和劳拉·卢梅尔等右翼评论员也传播了“假旗”阴谋论。

### 其他
乔治梅森大学法学教授、卡托研究所学者伊拉·索明表示萨约克曾于2018年4月在Facebook对他发出死亡威胁。萨约克扬言杀害索明全家，“尸体喂给佛罗里达的短吻鳄”。当时，索明的好友将评论上报给Facebook，Facebook除了发回自动回复消息，没有采取其他行动。索明还将事件上报给乔治梅森大学警方和阿灵顿的执法机构。
民主党策略师罗谢尔·里奇（Rochelle Ritchie）也于10月11日收到萨约克发出的威胁性推文。推文写道，“每次离家，记得抱紧你最爱的人。”Twitter最初没有采取行动，直到萨约克被逮捕后，才把他的账户停用，并向罗谢尔道歉。